# Чемпіонат світу з футболу 1990 (кваліфікаційний раунд, КОНМЕБОЛ)
У рамках відбіркового турніру до чемпіонату світу з футболу 1990 команди конфедерації КОНМЕБОЛ змагалися за дві прямі путівки до фінальної частини чемпіонату світу з футболу 1990, а також за одне місце у міжконтинентальному плей-оф КОНМЕБОЛ — ОФК. Ще один представник конфедерації,  збірна Аргентини кваліфікувалася на світову першість автоматично як діючий чемпіон світу.

## Формат
Змагання відбувалося у трьох групах по три команди у кожній. У кожній групі кожна пара суперників проводила між собою по дві гри, одній удома і одній у гостях. Два переможці груп, що мали найкращі результати виходили напряму до фінальної частини чемпіонату світу, а переможець групи, що мав найгірший результат, ставав учасником міжконтинентального плей-оф КОНМЕБОЛ — ОФК.

## Жеребкування
Херебкування відбіркового турніру відбувалося в Цюриху, Швейцарія 12 грудня 1987 року. Під час процедури 9 команд, що були поділені на три кошики, розподілялися між трьома відбірковими групами.
| Кошик A                       | Кошик B                | Кошик C                       |
| ----------------------------- | ---------------------- | ----------------------------- |
| Бразилія · Парагвай · Уругвай | Чилі · Колумбія · Перу | Болівія · Еквадор · Венесуела |

## Група 1
|         | І | В | Н | П | Г+ | Г- | РГ | О |
| ------- | - | - | - | - | -- | -- | -- | - |
| Уругвай | 4 | 3 | 0 | 1 | 7  | 2  | +5 | 6 |
| Болівія | 4 | 3 | 0 | 1 | 6  | 5  | +1 | 6 |
| Перу    | 4 | 0 | 0 | 4 | 2  | 8  | −6 | 0 |

|         | Болівія | Перу | Уругвай |
| ------- | ------- | ---- | ------- |
| Болівія | –       | 2–1  | 2–1     |
| Перу    | 1–2     | –    | 0–2     |
| Уругвай | 2–0     | 2–0  | –       |

Уругвай кваліфікувався як команда, що мала другий результат серед переможців груп.
| 20 серпня 1989 |

| Болівія                         | 2–1 | Перу           |
| ------------------------------- | --- | -------------- |
| Мельгар 45' (пен.) Рамальйо 53' |     | дель Солар 43' |

| Стадіон імені Ернандо Сілеса, Ла-Пас Глядачів: 43,000 Арбітр: Армандо Перес Ойос (Колумбія) |

| 27 серпня 1989 |

| Перу | 0–2 | Уругвай                 |
| ---- | --- | ----------------------- |
|      |     | Соса 46' Альсаменді 69' |

| Національний стадіон, Ліма Глядачів: 45,000 Арбітр: Карлос Еспозіто (Аргентина) |

| 3 вересня 1989 |

| Болівія                     | 2–1 | Уругвай  |
| --------------------------- | --- | -------- |
| Домінгес 38' (аг) Пенья 47' |     | Соса 49' |

| Стадіон імені Ернандо Сілеса, Ла-Пас Глядачів: 52,000 Арбітр: Хосе Вергара Герреро (Венесуела) |

| 10 вересня 1989 |

| Перу         | 1–2 | Болівія                  |
| ------------ | --- | ------------------------ |
| Гонсалес 53' |     | Монтаньйо 45' Санчес 77' |

| Національний стадіон, Ліма Глядачів: 9,500 Арбітр: Карлос Масіель (Парагвай) |

| 17 вересня 1989 |

| Уругвай                  | 2–0 | Болівія |
| ------------------------ | --- | ------- |
| Соса 31' Франческолі 39' |     |         |

| Естадіо Сентенаріо, Монтевідео Глядачів: 70,000 Арбітр: Гастон Кастро (Чилі) |

| 24 вересня 1989 |

| Уругвай       | 2–0 | Перу |
| ------------- | --- | ---- |
| Соса 45', 58' |     |      |

| Естадіо Сентенаріо, Монтевідео Глядачів: 57,000 Арбітр: Жозе Роберто Райт (Бразилія) |

## Група 2
|          | І | В | Н | П | Г+ | Г- | РГ | О |
| -------- | - | - | - | - | -- | -- | -- | - |
| Колумбія | 4 | 2 | 1 | 1 | 5  | 3  | +2 | 5 |
| Парагвай | 4 | 2 | 0 | 2 | 6  | 7  | −1 | 4 |
| Еквадор  | 4 | 1 | 1 | 2 | 4  | 5  | −1 | 3 |

|          | Колумбія | Еквадор | Парагвай |
| -------- | -------- | ------- | -------- |
| Колумбія | –        | 2–0     | 2–1      |
| Еквадор  | 0–0      | –       | 3–1      |
| Парагвай | 2–1      | 2–1     | –        |

Колумбія виграла групу, утім з найгіршим серед усіх переможців груп результатом, тому вийшла лишень до міжконтинентального плей-оф КОНМЕБОЛ — ОФК.
| 20 серпня 1989 |

| Колумбія         | 2–0 | Еквадор |
| ---------------- | --- | ------- |
| Ігуаран 32', 72' |     |         |

| Стадіон імені Роберто Мелендеса, Барранкілья Арбітр: Ромуалдо Арппі Фільйо (Бразилія) |

| 27 серпня 1989 |

| Парагвай                         | 2–1 | Колумбія    |
| -------------------------------- | --- | ----------- |
| Феррейра 48' Чилаверт 90' (пен.) |     | Ігуаран 87' |

| Дефенсорес дель Чако, Асунсьйон Арбітр: Ернан Сілва (Чилі) |

| 3 вересня 1989 |

| Еквадор | 0–0 | Колумбія |
| ------- | --- | -------- |
|         |     |          |

| Стадіон імені Ісідро Ромеро Карбо, Гуаякіль Глядачів: 55,000 Арбітр: Рікардо Калабрія (Аргентина) |

| 10 вересня 1989 |

| Парагвай                  | 2–1 | Еквадор    |
| ------------------------- | --- | ---------- |
| Кабаньяс 36' Феррейра 67' |     | Авілес 84' |

| Дефенсорес дель Чако, Асунсьйон Глядачів: 60,000 Арбітр: Хосе Рамірес Кальє (Перу) |

| 17 вересня 1989 |

| Колумбія                 | 2–1 | Парагвай    |
| ------------------------ | --- | ----------- |
| Ігуаран 56' Ернандес 67' |     | Мендоса 45' |

| Стадіон імені Роберто Мелендеса, Барранкілья Арбітр: Хуан Даніель Кардельїно (Уругвай) |

| 24 вересня 1989 |

| Еквадор                             | 3–1 | Парагвай  |
| ----------------------------------- | --- | --------- |
| Агінага 26' Марсетті 72' Авілес 82' |     | Неффа 18' |

| Стадіон імені Ісідро Ромеро Карбо, Гуаякіль Глядачів: 18,000 Арбітр: Арналдо Сезар Коельйо (Бразилія) |

## Група 3
|           | І | В | Н | П | Г+ | Г- | РГ  | О |
| --------- | - | - | - | - | -- | -- | --- | - |
| Бразилія  | 4 | 3 | 1 | 0 | 13 | 1  | +12 | 7 |
| Чилі      | 4 | 2 | 1 | 1 | 9  | 4  | +5  | 5 |
| Венесуела | 4 | 0 | 0 | 4 | 1  | 18 | −17 | 0 |

|           | Бразилія | Чилі | Венесуела |
| --------- | -------- | ---- | --------- |
| Бразилія  | –        | 2–0  | 6–0       |
| Чилі      | 1–1      | –    | 5–0       |
| Венесуела | 0–4      | 1–3  | –         |

Бразилія квалійіфкувалася, маючи найкращий результат серед переможців груп.
| 30 липня 1989 |

| Венесуела | 0–4 | Бразилія                              |
| --------- | --- | ------------------------------------- |
|           |     | Бранко 5' Ромаріу 65' Бебето 79', 81' |

| Естадіо Бріхідо Іріарте, Каракас Арбітр: Рене Ортубе (Болівія) |

| 6 серпня 1989 |

| Венесуела     | 1–3 | Чилі                         |
| ------------- | --- | ---------------------------- |
| Фернандес 65' |     | Аравена 5', 33' Саморано 71' |

| Естадіо Бріхідо Іріарте, Каракас Глядачів: 13,000 Арбітр: Антенор Монтальван Міранда (Перу) |

| 13 серпня 1989 |

| Чилі      | 1–1 | Бразилія          |
| --------- | --- | ----------------- |
| Басай 81' |     | Гонсалес 56' (аг) |

| Національний стадіон, Сантьяго Глядачів: 60,697 Арбітр: Хесус Діас Паласіо (Колумбія) |

| 20 серпня 1989 |

| Бразилія                                            | 6–0 | Венесуела |
| --------------------------------------------------- | --- | --------- |
| Карека 10', 17', 80', 86' Сілас 37' Акоста 39' (аг) |     |           |

| Сісеру Помпеу ді Толеду, Сан-Паулу Глядачів: 106,462 Арбітр: Ернесто Філіппі (Уругвай) |

| 27 серпня 1989 |

| Чилі                                       | 5–0 | Венесуела |
| ------------------------------------------ | --- | --------- |
| Letellier 14', 34', 69' Yáñez 44' Vera 84' |     |           |

| Мальвінас Архентінас, Мендоса Глядачів: 19,000 Арбітр: Еліас Хакоме (Еквадор) |

| 3 вересня 1989 |

| Бразилія   | 2–01 | Чилі |
| ---------- | ---- | ---- |
| Карека 49' |      |      |

| Маракана (стадіон), Ріо-де-Жанейро Глядачів: 141,072 Арбітр: Хуан Карлос Лоустау (Аргентина) |

1Гру Бразилія — Чилі арбітр був змушений зупинити на 67-ій хвилині за рахунку 1:0 на користь бразильців, коли чилійці покинули поле на знак протесту проти влучання фаєра у їх голкіпера Роберто Антоніо Рохаса і відмовилися повертатися у гру. Утім розслідування ФІФА з'ясувало, що Рохас проніс у воротарській рукавичці на поле лезо, яким порізав собі голову, симулювавши потрапляння фаєра, після чого із закривавленим обличчям залишив поле. 13 вересня Чилі було присуджено технічну поразку з рахунком 0:2.

## Бомбардири
5 голів
- Карека
- Рубен Соса

4 голи
- Арнольдо Ігуаран

3 голи
- Хуан Карлос Летельєр

2 голи
- Бебето
- Хорхе Аравена
- Рауль Авілес
- Хав'єр Феррейра

1 гол
- Хосе Мільтон Мельгар
- Тіто Монтаньйо
- Альваро Пенья
- Вільям Рамальйо
- Ервін Санчес
- Бранко
- Ромаріу
- Сілас
- Іво Басай
- Хайме Вера
- Патрісіо Яньєс
- Іван Саморано
- Рубен Даріо Ернандес
- Альбейро Усуріага
- Алекс Агінага
- П'єтро Марсетті
- Роберто Кабаньяс
- Хосе Луїс Чилаверт
- Альфредо Мендоса
- Густаво Неффа
- Андрес Ауреліо Гонсалес
- Хосе дель Солар
- Антоніо Альсаменді
- Енцо Франческолі
- Ільдемаро Фернандес

1 автогол
- Уго Гонсалес (у грі проти Бразилії)
- Альфонсо Домінгес (у грі проти Болівії)
- Педро Хав'єр Акоста (у грі проти Бразилії)